# Gustav Čejka
Gustav Čejka (12. února 1927 Praha – 6. října 2010 Praha) byl český katolický kněz, teolog, filosof a děkan Vyšehradské kapituly.

## Život
V roce 1946 maturoval na reálném gymnáziu v Praze.
Po absolvování Římskokatolické Cyrilometodějské bohoslovecké fakulty Karlovy univerzity v Praze v roce 1950 byl 31. prosince 1950 v Praze vysvěcen na kněze. Poté začal působit v pastoraci; mimo jiné byl i vyšehradským kaplanem. V roce 1970 získal na Římskokatolické Cyrilometodějské bohoslovecké fakultě doktorát teologie po předložení disertační práce s názvem: Úcta svatých v liturgii, kanonisační proces a nekanonisované české osobnosti, které by mohly rozšířit katalog našich svatých, přičemž byl promován 16. prosince 1970. Dne 10. října 1975 byl na téže fakultě jmenován lektorem pro akademický rok 1975–1976 a pověřen vyučováním filosofie.
Byl členem Sdružení katolických duchovních Pacem in terris. Podle evidenčních záznamů vedených MV a dnes spravovaných Archivem bezpečnostních složek byl agentem StB s krycím jménem Právník.
Od roku 1975 byl ustanoven farářem u sv. Václava v Praze 9 - Proseku. V témže roce se stal vyšehradským kanovníkem. Od 1. února 1979 se stal administrátorem u kostela sv. Apolináře v Praze 2. V roce 1985 byl zvolen děkanem Vyšehradské kapituly.
Dne 7. ledna 1976 byl jmenován na Cyrilometodějské bohoslovecké fakultě v Litoměřicích odborným asistentem pro obor filosofie, s účinností od 1. ledna 1976. 24. listopadu 1978 byl jmenován docentem pro obor filosofie, s účinností od 1. ledna 1979, na základě spisu Člověk a vztahy. Od roku 1979 do roku 1989 byl pověřen též výukou úvodu do teologie. Dne 20. června 1980 byl jmenován profesorem pro obor filosofie, s účinností od 1. září 1980. 2. července 1984 byl jmenován na Cyrilometodějské bohoslovecké fakultě v Litoměřicích proděkanem pro roky 1984–1986. Dne 21. srpna 1986 byl jmenován proděkanem pro roky 1986–1988. Jeho působení na Cyrilometodějské bohoslovecké fakultě v Litoměřicích bylo ukončeno dne 31. ledna 1990. Od té doby působil v pastoraci. Zemřel 6. října 2010 ve věku 83 let jako emeritní děkan Královské kolegiátní kapituly sv. Petra a Pavla na Vyšehradě a její dlouholetý sídelní kanovník. Poslední rozloučení s ním se konalo v bazilice sv. apoštolů Petra a Pavla na Vyšehradě v úterý 19. října 2010 . Po mši svaté byl uložen k poslednímu odpočinku do kapitulní hrobky na vyšehradském hřbitově.